# عشبة القوى الأبينينية
عشبة القوى الأبينينية (الاسم العلمي:Potentilla apennina) هي نوع من النباتات تتبع جنس عشبة القوى من الفصيلة الوردية.